# 마다가스카
《마다가스카》(Madagascar)는 드림웍스 애니메이션이 제작하고 드림웍스픽처스가 배급한 2005년 미국의 코미디 영화이다. 감독은 에릭 더넬과 톰 맥글러스(마글러스 장편 감독 데뷔작), 각본은 마크 버튼, 빌리 프롤릭, 더넬, 맥글러스가 맡았다. 벤 스틸러, 크리스 록, 데이비드 슈위머, 자다 핀켓 스미스가 출연해 센트럴파크 동물원의 동물들이 마다가스카르 섬에 발이 묶인 사실을 연기했다.
이 영화는 도심의 삶에 익숙해져 사람들의 사랑을 받고 뉴욕의 동물원에 살다가 도망간 얼룩말, 기린, 사자, 하마 네 마리의 동물들이 펼치는 이야기이며, 영화 후반에는 육식 동물과 초식 동물의 공존이 이야기의 초점으로 맞추어졌다.
2008년에 후편인 《마다가스카 2》가 제작되었다. 2012년에 후편인 《마다가스카 3》가 제작되었다. 2014년에 후편인 《마다가스카의 펭귄》이 제작되었다.

## 줄거리
센트럴파크 동물원에서 얼룩말 마티는 그의 열 번째 생일을 축하하지만, 그의 일상생활에 싫증이 나서 야생을 체험하고 싶어 한다. 마티의 가장 친한 친구는 사자 알렉스로 그는 대중을 위해 과시하고 그의 유명 인사로서 뉴욕의 왕 지위를 즐기고 있다. 알렉스는 마티를 격려하려 했지만 마티는 만족스럽지 못했지만 동물원의 펭귄들을 알게 됐다. 스키퍼, 코와르스키, 리코, 그리고 사생활은 탈출을 시도하며 그들을 쫓고 있다. 알렉스, 기린의 멜만, 하마의 글로리아는 마티를 추적하여 그를 설득하려고 한다. 4마리는 펭귄과 메이슨과 필이라는 이름의 침팬지와 함께 그랜드 센트럴 역에 집결하고, 거기서 당국은 정신안정제 총을 사용해 이들을 진정시킨다. 반포경 활동가들의 압력 아래 동물원은 탈출한 동물을 케냐 야생동물 보호구역에 해로로 보내야 했다. 여행중에 펭귄은 탈출하여 남극으로 데려갈 생각으로 배를 납치한다. 다리 위의 저들의 우행은 알렉스, 마티, 멜만, 글로리아를 포함한 상자를 배에서 내려 마다가스카르에 상륙시킨다.
동물들은 줄리안 13세가 이끄는 여우원숭이 무리를 만난다. 포식성 포사는 여우원숭이를 공격하지만 알렉스의 무서운 모습에 놀라 떠난다. 알렉스는 마티를 그룹의 곤경을 탓하고 문명으로 돌아가기 위해 도움을 청하려 한다. 마티는 야생이 바로 그가 찾던 것임을 깨닫고 글로리아와 멜만은 곧 그와 함께 섬을 즐긴다. 알렉스는 마침내 돌아오지만 동물원에서 제공된 생스테이크 없이 허기가 시작되고 먹이의 충동이 나타나기 시작한다. 줄리안 국왕은 알렉스의 포식성에 대한 모리스의 경고에도 불구하고 알렉스의 존재가 화석을 접근시키지 않기를 바라며 여우원숭이와 동물원 동물들과 친구가 됐다. 알렉스가 통제력을 잃고 마티를 공격하자 줄리앙은 자신이 위협적이라는 것을 깨닫고 포사가 사는 섬의 포식자 쪽으로 그를 추방한다. 알렉스에게 무슨 일이 일어났는지, 그리고 야생이 얼마나 위험한지를 보고 마티는 동물원을 나오려는 그의 결정을 후회하기 시작한다.
펭귄들은 남극 대륙이 척박하다는 것을 발견하고 마다가스카르에 배를 착륙시켰다. 알렉스를 뉴욕으로 돌려보낼 기회를 틈타 마티는 포식자 쪽으로 건너가 회색 굶주린 알렉스를 설득하려 하지만 알렉스는 마티를 다시 공격할까봐 거부한다. 포사는 마티를 공격하고 글로리아, 멜먼, 펭귄이 구출하러 오지만 수는 압도적이다. 알렉스는 포식 본능을 극복하고 친구를 구하며 여우원숭이의 영역에서 영원히 포사를 쫓아낸다. 여우원숭이는 알렉스에 대한 존경을 되찾고, 펭귄은 그에게 초밥을 먹임으로써 그의 허기를 때운다. 여우원숭이가 네 사람을 위해 작별 인사를 할 때 펭귄은 배의 연료가 떨어졌다는 소식을 알리지 않기로 결정했다.

## KBS 방영판 성우진
- 김승준 - 알렉스(사자)
- 이인성 - 마티(얼룩말)
- 안경진 - 글로리아(하마)
- 홍진욱 - 맬먼(기린)
- 이장원 - 줄리앙 / 동물원 동물 목소리
- 이윤선 - 모리스 / 경찰
- 故 김관진 - 스키퍼(펭귄)
- 임은정 - 할머니
- 사성웅 - 동물원 동물 목소리 / 경찰
- 위훈 - 코왈스키
- 박찬희 - 프라이빗 / 동물원 동물 목소리
- 이광수 - 원숭이
- 유지원 - 모트 / 동물원 동물 목소리 / 방송 리포터

## 극장 개봉판 성우진
- 송강호 : 알렉스 역
- 이인성 : 마티 역
- 송준석 : 맬먼 역
- 이선 : 글로리아 역
- 장광 : 스키퍼 역
- 오인성 : 코왈스키 역
- 정재헌 : 리코 역
- 이원찬 : 프라이빗 역
- 이철용 : 줄리언 왕 역
- 노민 : 모리스 역
- 김소형 : 모트 역

## 제작
1998년 드림웍스와 PDI는 비틀스풍의 펭귄 록밴드가 출연한 애니메이션 영화 록멘터리를 개발하기 시작했다. 아이디어는 폐기됐지만 마다가스카르 제작이 시작된 뒤 에릭 더넬 감독은 펭귄을 부활시키되 록밴드가 아닌 특공대로 만들기로 했다.

## 음원
마다가스카르는 2005년 개봉한 드림웍스의 동명영화 사운드트랙이다. 2005년 5월 24일에 게펜 레코드에서 발매되었다. 특히 중요한 것은 사차 바론 코언의 I Like to Move It 커버로 이후 마다가스카 프랜차이즈 전체에서 반복되는 주제곡이 됐다.